# 3670 Northcott
3670 Northcott è un asteroide della fascia principale. Scoperto nel 1983, presenta un'orbita caratterizzata da un semiasse maggiore pari a 2,7432456 UA e da un'eccentricità di 0,0195181, inclinata di 6,44863° rispetto all'eclittica.